# Angelo Pintus
Angelo Pintus (Trieste, 21 maggio 1975) è un comico e attore italiano.

## Biografia
Angelo Pintus nasce a Trieste da padre di origine sarda e madre di origini liguri. Trascorre la sua infanzia e la sua adolescenza tra Liguria, Francia e 
Venezia Giulia mostrando una particolare verve comica sin dai banchi di scuola.
Nel 2000, forma il duo Angelo & Max con il comico Max Vitale. Nel 2001 i due sono spesso ospiti al Maurizio Costanzo Show e appaiono in altre trasmissioni televisive. 
La coppia vince nel 2007 il concorso Stasera mi butto e alla separazione del duo segue la partecipazione a diverse trasmissioni Mediaset, come Guida al campionato.
Dal 2009 al 2015 fa parte del cast di Colorado, in cui propone inizialmente la rubrica Sfighe (parodia del programma di approfondimento sportivo Sfide), iniziando a farsi conoscere grazie alle imitazioni di personaggi sportivi. La rubrica evolve poi in Sfighe nella storia e Sfighe nel doposcuola. Dal 2011 propone la rubrica Non sopporto più, allargando le imitazioni ad altri personaggi del mondo dello spettacolo.
La sua presenza a Colorado comincia a diminuire dal 2013, quando inizia il tour 50 sfumature di Pintus che supera le 150 date.
Partecipa al Coca-Cola Summer Festival, nel 2014 è ospite del programma Zelig dove porta un monologo sulla pubblicità e debutta al cinema con il film Tutto molto bello, diretto da Paolo Ruffini, e successivamente appare nel film Ma tu di che segno 6?, diretto da Neri Parenti.
Il 20 dicembre 2014 propone lo spettacolo speciale Pintus@Forum al Forum di Assago, mandato in onda su Italia 1 il 14 gennaio 2015. È chiamato come ospite durante la seconda serata del Festival di Sanremo 2015, mentre dal 30 marzo al 29 maggio 2015 ha condotto su Italia 1 il programma TV Karaoke. Ha poi ripreso il tour teatrale 50 sfumature di Pintus per concluderlo a luglio nella sua Trieste.

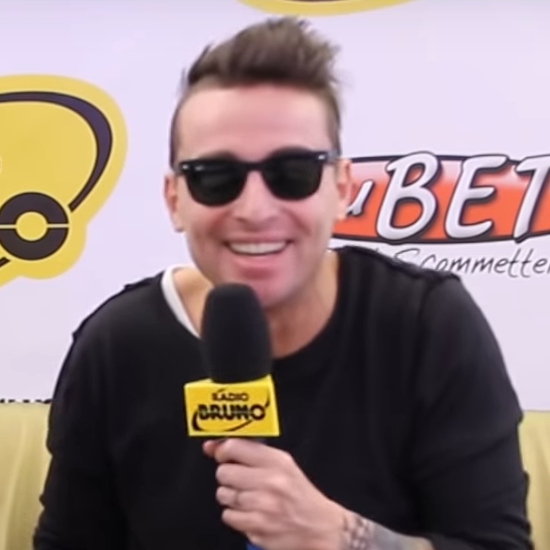
Angelo Pintus nel 2015

Il 13 novembre 2015 inizia il suo secondo tour teatrale, Ormai sono una Milf, che inizialmente prevedeva meno di 70 date ma è arrivato ad oltre 200.
Il 10 settembre 2016 propone lo spettacolo speciale Pintus@Arena, registrato all'Arena di Verona e mandato in onda su Italia 1 il 25 settembre successivo. Il 19 ottobre 2016 ha partecipato alla quarta puntata di Bring the Noise, condotto da Alvin su Italia 1.
Conclude a Trieste il tour Ormai sono una Milf il 20 maggio 2017 e dal 30 ottobre 2017 al 29 aprile 2018 è al Teatro Manzoni di Milano, con lo spettacolo E se fosse stato il cavallo? una settimana al mese per un totale di 42 date che registrano circa 33 000 presenze.
L'8 settembre 2018 si è svolta l'unica data estiva ad Ostia Antica, uno spettacolo ripreso per Italia 1, andato in onda il 13 settembre successivo. Dal Teatro Sociale di Sondrio, il 5 ottobre 2018, è ripartito in tour con lo spettacolo Destinati all'estinzione. 
Nell'aprile 2021 partecipa come concorrente al comedy show di Prime Video LOL - Chi ride è fuori ed esce su Prime Video la sua prima serie televisiva intitolata Before Pintus.
Il 30 maggio 2021 su Italia 1 va in onda Pintus@Club: tra gli ospiti dello spettacolo Alvin, Vittorio Brumotti e Katia Follesa.
Nel 2025 torna a LOL questa volta come conduttore con Alessandro Siani.

### Vita privata
È sposato dal 2017 con Michela Sturaro, dalla quale ha avuto un figlio, Rafaél, nato il 29 novembre 2022.
Fa parte della Nazionale italiana comici e spesso collabora con la Fondazione De Marchi a favore dei bambini ricoverati negli ospedali. È tifoso del Milan.

## Filmografia

### Cinema
- Tutto molto bello, regia di Paolo Ruffini (2014)
- Ma tu di che segno 6?, regia di Neri Parenti (2014)
- On Air - Storia di un successo, regia di Davide Simon Mazzoli (2016)
- Dove osano le cicogne, regia di Fausto Brizzi (2025)

### Televisione
- Colorado - 'Sto classico (Italia 1) – episodi L'Odissea e Il Signore degli Anelli (2012)
- Camera Café (Italia 1) - episodio Baby monitor (2012)
- Idol x Warrior: Miracle Tunes! (Cartoonito) (2018)
- LOL - Chi ride è fuori (Prime Video, 2021)
- Before Pintus (Prime Video, 2021)
- La conferenza stampa (RaiPlay, 2023)

### Doppiaggio
- Il signor Principe ne Il piccolo principe, regia di Mark Osborne (2015)

## Televisione

### ComeAngelo & Max
- Stasera mi butto (Rai 1, 2007)

### Da solista
- Colorado (Italia 1, 2009-2015)
- Quelli che il calcio (Rai 2, 2010-2011)
- Pintus@Forum (Italia 1, 2015, Prime Video, 2021)
- Karaoke (Italia 1, 2015)
- Pintus@Arena (Italia 1, 2016, Prime Video, 2021)
- Pintus@Ostia Antica (Italia 1, 2018, Prime Video, 2021)
- LOL - Chi ride è fuori (Prime Video, 2021, 2025) [4]
- Before Pintus (Italia 1, Prime Video, 2021)
- Pintus@Club (Italia 1, Prime Video, 2021)
- Pintus@Christmas (Prime Video, 2021)
- Pintus@Taormina (Prime Video, 2022)
- LOL Talent Show: chi fa ridere è dentro (Prime Video, 2023) Giurato
- Avanti un altro! By Night (Canale 5, 2025) Ospite

## Teatro
- Pintus...ti boccio a prescindere! (2012)
- 50 sfumature di...Pintus (2013-2015)
- Ormai sono una Milf (2015-2017)
- E se fosse stato il cavallo?! (2017-2018)
- Destinati all'estinzione (2018-2020)
- Non è come sembra (2021-2022)
- Bau (2023)
- Una brutta persona (2024)